# Millettia barteri
Millettia barteri är en ärtväxtart som först beskrevs av George Bentham, och fick sitt nu gällande namn av Stephen Troyte Dunn. Millettia barteri ingår i släktet Millettia och familjen ärtväxter. Inga underarter finns listade i Catalogue of Life.